# World of Warcraft
World of Warcraft (ofte forkortet WoW) er spilfirmaet Blizzards første MMORPG (Massively Multiplayer Online Roleplaying Game) og tager udgangspunkt i firmaets verdensberømte Warcraft-univers. I World of Warcraft har krigen mellem The Alliance (Alliancen) og The Horde (Horden) udviklet sig sådan, at selve dens oprindelige årsag er blevet glemt. Nu fortsætter kampene i stedet som en kamp om at kunne overleve. Spillets grafiske verden præges af nogle utroligt varierede landskaber, og det virker også som grobund for en forskellig verdensopfattelse ud fra, hvilken race man har valgt, og hvor man starter. 
Det siges at da spillet nåede sit højeste antal spillere var det ca. 12 millioner spillere. På trods af sin alder er World of Warcraft fortsat et af de mest populære MMORPG-spil, og det vurderes, at spillet stadig genererer omtrent 6,5 millioner danske kroner i daglig indtægt til udviklerne.
Mandag den 7. februar 2005 stoppede Blizzards sidste betatest "final beta" af World of Warcraft med et overvældende angreb fra "The Burning Legion" på alle hovedstæder i spillet for at markere, at den gratis spilletid var slut. Fredag den 11. februar blev spillet så udgivet over hele Europa. Der findes nu sprogversioner på engelsk, fransk, spansk, russisk og tysk samt udgaver, hvor disse er kombineret med emballagetekst på spansk og italiensk. Spillet kan købes i fire udgaver, nemlig standard, World of Warcraft (Alliance edition), World of Warcraft (Horde edition) og World of Warcraft Collector's Edition (som dog foreløbig kun er udgivet i begrænset antal). Spillet kan afvikles både under Windows og Mac OS X, men kræver en internetopkobling på 256 kb/s eller hurtigere, for at man kan få det fulde udbytte af det.

## Spillestil
Spillet er opdelt i tre forskellige typer servere, der lægger vægt på hver sit aspekt af spillet. Servere, der fokuserer på PvP (Player versus Player). Her har hver race sine fredede områder, og ellers er de to kontinenter opdelt i omstridte zoner, hvor spillere fra de to fraktioner frit kan angribe hinanden. Til kamp mellem spillere hører der et kompliceret belønningssystem og specielle kamppladser (battlegrounds). Af specielle kamppladser (battlegrounds) kan nævnes Alterac Valley (40 mod 40 spillere), Arathi Basin (15 mod 15 spillere), Warsong Gulch (10 mod 10 spillere) og Eye of the Storm (15 mod 15). Og da World of Warcraft: Wrath of the Lich King udkom, kom der også en ny kampplads, Strand of the Ancients (15 mod 15). Da [Cataclysm] udkom, kom der Twin Peaks (10 mod 10) og The Battle for Gilneas. Derudover er der arenaer (2 mod 2, 3 mod 3 og 5 mod 5 spillere). Selve måden disse specielle kamppladser spilles på, er hentet fra First Person Shooters, som er action-orienterede spil, set fra et førstepersons-perspektiv. Da spillet løbende bliver opdateret, vil der komme nye specielle kamppladser i fremtiden.
Et alternativ til PvP-servere er PvE (Player versus Environment). Her ligger fokus i at dræbe de eksisterende væsener og udfordringer i verdenen. I hvert område findes der NPCer (Non-Player Character) med opgaver, som spillerfiguren får belønninger for at gennemføre. Der findes også såkaldte 'instances' (da: tilfælde) og områder, hvor spillere bliver nødt til at spille sammen i hold, for at kunne gå hele området igennem. I nogle 'instances' bliver man nødt til at spille helt op til 40 mand ad gangen på samme hold. I disse 'instances' kan sværhedsgraden være høj, og nogle guilds (betyder lav, men benyttes nærmere som ordet Gilde) bruger samtaleprogrammer, såsom Teamspeak og Ventrilo, der gør, at man kan tale med dem, man spiller sammen med, hvis man har et headset. Chancen for belønninger er ofte højere, og altid garanteret, ved overlegne fjender, kendetegnet med deres eget, særlige navn. På disse servere findes der stadig PvP, men man skal selv udføre en kommando for at vise sig som aktiv til kamp mellem spillere. Man kan også duellere mod spillere fra sin egen fraktion.
Den sidste type server, man kan spille på er RP (Role-Playing = rollespil). Folk på disse servere går sædvanligvis mindre op i rang og udstyr. Spillerne lægger i høj grad fokus på chatfunktionerne og historiens gang. Man lever sig ind i sin figur, og ofte har spillerne allerede udtænkt sig aspekter af sin rolle som temperament, hobbies, loyalitet, og forholden sig til livet. Miljøet er meget anderledes end de to andre typer, og det kan lede mod det negative, at spillere uden egentlig interesse for rollespil går på serveren, og forstyrrer de mere fokuserede hobbyister. Dog forholder Blizzard sig til det problem ved at føre en meget streng politik på disse servere, mht. hvordan man må opføre sig. Der findes også RP-PvP-servere, hvor rollespilsreglerne gælder, men serveren opfører sig som en PvP-server. Og nu er der kommet ny opdatering hvor det går på tværs af serverene med LFG (Looking for group = leder efter gruppe).

## Figurer
Figurerne i World of Warcraft er bundet til specifikke brugerkonti, der kan bruges på alle de opstillede servere. Efter World of Warcraft: Mists of Pandaria er det nu muligt at oprette 11 forskellige figurer pr. server (før 10), da der er kommet en ny klasse (class) til spillet. Dog stadig kun 50 i alt, der kan strække sig over 13 forskellige racer og 11 klasser.

### Racer
Spillerne opretter figurer, der fungerer som spillernes repræsentanter i Warcraft-verdenen Azeroth, inkl. Outland i Burning Crusade. Når en figur oprettes, har spilleren mulighed for at vælge mellem 11 forskellige klasser, der indikerer, hvad figurens speciale er, samt mellem 13 forskellige fantasy-inspirerede racer fordelt mellem de to fraktioner, The "Alliance" (Alliancen) og The "Horde" (Horden). Med udvidelsen kaldet Burning Crusade samt Cataclysm og Mists of Pandaria er nu i alt 13 forskellige racer.
- Alliancen består af Humans (Mennesker), Dwarves (Dværge), Night Elves (Natelvere), Gnomes (Gnomer/nisser). Med Burning Crusade kom Draenei (Humanoid race med tentakler fra hovedet, en hale, horn og klove), Worgen (varulve fra nationen Gilneas) i udvidelsen Cataclysm.

- Horden består af Orcs (Orkere), Tauren (en humanoid minotaur-lignende race) Undeads (udøde, også kaldet levende døde) og Trolls (trolde). Med Burning Crusade kom Blood Elves (Blodelvere), Goblins (gobliner) i udvidelsen Cataclysm.

- Med Mists of Pandaria kom den en "nye" race Pandaren, der kan være både Alliance og Horde, hvilket spilleren selv vælger gennem figurens første levels.

- Yderligere er der mange NPC-racer (Non-player character-racer, der ikke styres af spillere) såsom Ogre, High Elves (Højelvere), Murloc og Naga.

### Klasser
Som beskrevet ovenfor kan spilleren vælge mellem forskellige klasser (classes); Druid, Hunter, Mage, Paladin, Priest, Rogue, Shaman, Warlock, Warrior, Death Knight, Monk eller Demon Hunter, i alt tolv medregnet den kommende udvidelsespakke.
Nogle nye klasser blev introduceret ved senere udvidelser; Death Knights da Wrath of the Lich King udkom (for at lave en Death Knight skal man dog først have en figur, som har nået level 55), Monk da Mists of Pandaria udkom og senere Demon Hunter med Legion.
Tidligere var klasserne paladin og shaman fraktionsspecifikke, som kun kunne oprettes i henholdsvis Alliancen og Horden, hvilket blev ændret med Burning Crusade. Nogle klasser kan kun vælges i kombinationen med en bestemt race, hvor der er sket ændringer i udvidelsen Cataclysm, som set i tabellen nedenfor.
|              | Racer |           |       |       |         |        |       |        |     |        |           |        |          |
| Klasser      | Human | Night elf | Gnome | Dwarf | Draenei | Worgen | Troll | Tauren | Orc | Undead | Blood elf | Goblin | Pandaren |
| Death Knight | Ja    | Ja        | Ja    | Ja    | Ja      | Ja     | Ja    | Ja     | Ja  | Ja     | Ja        | Ja     | Nej      |
| Druid        | Nej   | Ja        | Nej   | Nej   | Nej     | Ja     | Ja    | Ja     | Nej | Nej    | Nej       | Nej    | Nej      |
| Hunter       | Ja    | Ja        | Ja    | Ja    | Ja      | Ja     | Ja    | Ja     | Ja  | Ja     | Ja        | Ja     | Ja       |
| Mage         | Ja    | Ja        | Ja    | Ja    | Ja      | Ja     | Ja    | Nej    | Ja  | Ja     | Ja        | Ja     | Ja       |
| Paladin      | Ja    | Nej       | Nej   | Ja    | Ja      | Nej    | Nej   | Ja     | Nej | Nej    | Ja        | Nej    | Nej      |
| Priest       | Ja    | Ja        | Ja    | Ja    | Ja      | Ja     | Ja    | Ja     | Nej | Ja     | Ja        | Ja     | Ja       |
| Rogue        | Ja    | Ja        | Ja    | Ja    | Nej     | Ja     | Ja    | Nej    | Ja  | Ja     | Ja        | Ja     | Ja       |
| Shaman       | Nej   | Nej       | Nej   | Ja    | Ja      | Nej    | Ja    | Ja     | Ja  | Nej    | Nej       | Ja     | Ja       |
| Warlock      | Ja    | Nej       | Ja    | Ja    | Nej     | Ja     | Ja    | Nej    | Ja  | Ja     | Ja        | Ja     | Nej      |
| Warrior      | Ja    | Ja        | Ja    | Ja    | Ja      | Ja     | Ja    | Ja     | Ja  | Ja     | Ja        | Ja     | Ja       |
| Monk         | Ja    | Ja        | Ja    | Ja    | Ja      | Nej    | Ja    | Ja     | Ja  | Ja     | Ja        | Nej    | Ja       |
| Demon Hunter | Nej   | Ja        | Nej   | Nej   | Nej     | Nej    | Nej   | Nej    | Nej | Nej    | Ja        | Nej    | Nej      |

Farvenøgle: Racernes tilhørsforhold angives med      for Alliancen og       for Horden, racen Pandaren kan vælge begge fraktioner.
Tabellen er opdateret til udvidelsen World of Warcraft: Legion, der udkom den 30. august 2016.
1. 1 2 3 4 5 6 7 8 9 10 11 12 13  Siden Cataclysm
2. ↑  Siden Legion: "Big News, Everyone! Gnome Hunters Are Coming". Blizzard Entertainment. 25. november 2015. Hentet 2. juni 2016.

#### Klassebeskrivelser
- Warrior (Kriger): En klasse, der er specialiseret i et hvilken som helst våben, undtagen wands (tryllestave), og i at uddele større mængder skade, eller beskytte sine medspillere mod angreb. Derudover kan de også bruge alle typer rustning, efter level 40. Krigeren kan specialisere sig i Arms (våben) Protection (beskyttelse) eller Fury (raseri).
- Mage (Magiker): Magikere er effektive, når det kommer til trylleformularer. De er specialiseret i at kunne uddele skade ved hjælp af disse, hvilket modsat krigeren sjældent foregår på nært hold, grundet magikerens ringe helbreds- og rustningsniveau. Magikeren kan kun benytte sig af tøjrustning. Han eller hun kan yderligere lave portaler til Azeroths større byer, samt til Shattrath i Outland, Dalaran i Northrend og Shrine of Two moons (Horde) Shrine of Seven Stars (alliance) Pandaria. Magikere kan vælge at specialisere sig i fire (ild), frost (is) eller arcane (rum og tids Forvrængning).
- Priest (Præst): En præst er en effektiv helbreder, men kan også uddele skyggebaseret skade, en såkaldt skyggepræst. Præster kan som magikeren kun bruge tøjrustning og er begrænset til en mindre mængde forskellige våben. Priests er oftest brugt som healers i de større level instances, da de har en blanding af Healing over Time (HoT, og på dansk: Liv over tid, altså man modtager et bestemt antal hp per sekund eller lignende). Denne klasse er for det mest favoriseret over andre, dog har andre klasser bedre overlevelsesmuligheder (da Priests kun bruger cloth); og igen har de Prayer of Fortitude, som er en af de vigtigste buffs til tanks.
- Paladin (Hellig Kriger): Paladinen er en kraftfuld kombination af en kriger og en præst, idet han eller hun kan skade sin modstander  lige så meget som krigeren, har præstens helbredsevner,  kan bruge de fleste våben og alle typer rustning. Paladinen kan imidlertid ikke benytte sig af distancevåben, hvilket kan vise sig at være hagen ved det. Paladiner har også en række egenskaber, der kan give positive effekter til dem selv og deres holdkammerater i kamp. Oprindeligt kunne kun alliancespillere være paladiner, men i udvidelsen The Burning Crusade kan blodelvere også være paladiner, hvis de ønsker.
- Hunter (Jæger): Jægere er specialiseret i distancekamp og er fremragende til solospil. De kan træne vilde dyr som kæledyr til brug i kamp, hvor kæledyret går i nærkamp med jægerens mål, mens jægeren selv angriber fra en afstand. Jægeren kan også lægge fælder ud og benytte sig af såkaldte aspects, der giver ham fordele både i nærkamp og på afstand. De kan desuden benytte sig af magi, idet de kan fortrylle deres pile/skud. Jægere benytter sig af læderrustning, men kan halvvejs inde i spillet også lære at benytte ringbrynje.
- Rogue (Tyv/Slyngel): Tyve er snigmordere, udførere af beskidt arbejde og på alle måder verdens afskum. De specialiserer sig i at angribe ud af det blå, er effektive giftmagere (Instant Poison, Deadly, Crippling, Wound og Ahnestic Poison) og kan åbne låse med værktøj. Tyve benytter sig af læderrustning, og kan benytte sig af at være i Stealth (snigen). Det er en unik form, som kendetegner Tyven, hvor Tyven bliver usynlig, og kan som sagt derfor angribe ud af det blå.
- Shaman (Åndemaner): Shamaner er en blandingsklasse, der både fungerer i nærkamp og kan benytte sig af magi fra elementerne (jord, torden, vand, ild og vind). De er i bund og grund hordens version af en Paladin, da de ligeledes kan helbrede sig selv og holdkammerater. Denne klasse har dog i modsætning til Paladinen fordelen af at kunne benytte sig af afstandsbaserede evner, hvilket anses som en fordel for begyndere, mens Paladinen kan benytte sig af mere effektiv pansring. De kan opstille totemmer i kamp, der kan hele allierede, samt skade eller sløve modstanderen. Modsat Paladinerne var shamaner oprindeligt forbeholdt hordespillere. Men med The Burning Crusade-udvidelsen kan alliancespillere også være shamaner med Draenei-racen.
- Druid (Druide): Druiderne er en af spillets mere alsidige klasser, der kan benyttes til flere forskellige spillestile. Druiderne kan omdanne sig til forskellige væsener såsom en bjørn, en kat, et træ, en søløve, en Moonkin (en slags menneske blandet med fugl) og en fugl (dog kun i Outland og Northrend efter level 77 og man har købt en særlig egenskab kaldet Cold Weather Flying) og er i stand til, gennem omdannelsen, at tilpasse sig enhver kampsituation. De er ligeledes i stand til at helbrede. De benytter sig af læderrustning.
- Warlock (Heksemester) : Warlocken excellerer i skade over tid (ofte omtalt som Damage over Time, DoT), og de kan fremmane dæmoner til deres egen beskyttelse. Længere fremme i spillet kan warlocken fremmane mere effektive dæmoner, såsom de såkaldte Infernals, Doomguards og Felguards. Warlocken kan kun benytte tøj-rustning, og uddeler primært skygge og ildbaseret skade.
- Death Knight (Dødsridder): Dødsridderen er den nye klasse i World of Warcraft udvidelsespakken "Wrath of the Lich King". De er en såkaldt "hero class". De kan både tanke og bruges som DPS (står for damage per second (Skade per sekund)) i nærkamp. De kan fremkalde de døde og kan specialisere sig 3 typer magi; Unholy (uhellig), Blood (blod) og Frost (frost). De bruger to-håndsvåben og kan dual wield (bruge et våben i hver hånd). De bruger plate (pladerustning). Death Knights blev introduceret til spillet i november 2008 da spillets anden udvidelsespakke World of Warcraft: Wrath of the Lich King blev lanceret.
- Monk (Munk): Munken er den nye klasse i World of Warcraft udvidelsespakken "Mists of Pandaria". De kan både tanke og bruges som DPS (står for damage per second (Skade per sekund) i nærkamp. Munke er mestre i "bare hænder" combat og bruger kun deres våben til at lave ødelæggende afsluttende manøvrer. Munken er en såkaldt "Hybrid-Class" og er derfor også i stand til at helbrede andre. Munken kan specialisere sig i 3 typer magi; Brewmaster (tank), Mistweaver (helbreder) og Windwalker (DPS). De kan bære forskellige typer våben heriblandt én-håndsøkser, køller, sværd og stave. De bærer læderrustning men kan ikke bruge skjold. Deres stats vil primært være Agility (DPS og tanking) og Intellect (helbredelse). Monk blev introduceret til spillet i oktober 2012, da spillets fjerde udvidelsespakke World of Warcraft: Mists of Pandaria blev lanceret.

### Professioner
Udover klasserne kan en spiller vælge to primære professioner og alle de sekundære professioner, som spillet tilbyder. Der er grundlæggende to slags professioner: Indsamling og produktion. Mange spillere vælger at parre to relaterede professioner – så den ene profession supplerer den anden. Et eksempel herpå kan være Mining og Blacksmithing, således at man kan indsamle Ore (Malm og mineraler) og skabe Bars (som fx guldbarrer og lign.) og bruge dem til at producere våben og rustninger.
Nogle spillere vælger i stedet to "indsamlings-professioner" for derved at indsamle ressourcer og sælge dem til andre spillere med "produktions-professioner". Man bruger især disse til alternative figurer, hvor man så samler ressourcer ind til ens primære figur.

#### Primære professioner

##### Indsamlings-professioner
- Mining (Minedrift)
- Herbalism (Plantesamler)
- Skinning (Buntmager)

##### Produktions-professioner
- Blacksmithing (Smed)
- Engineering (Ingeniør)
- Alchemy (Alkymist)
- Leatherworking (Skrædder – læder)
- Tailoring (Skrædder – tekstil)
- Enchanting (Fortrylning)
- Jewelcrafting (Juvelér/ædelstensliber)
- Inscription (Skriver)

#### Sekundære professioner
- Fishing (Fiskeri)
- Cooking (Madlavning)
- First Aid (Førstehjælp)
- Riding (Ridning)
- Archeology (Arkæologi, for eksempel at grave efter gamle "glemte ting". Kom i udvidelsen World of Warcraft: Cataclysm

## Add-Ons
Add-Ons (eller Mods), også bedre kendt som addons i WoW-verdenen, er en lang række plug-ins, som kan ændre på klientens syn på WoW. De fleste af disse addons tilføjer effektive ting, fx kan man få flere bars frem, end som i Blizzards Interface (Altså fx portrætter, minimap'et, osv.). Mange benytter disse addons til at gøre WoW mere personlig, og nemmere for dem at finde rundt i. 
Nedenstående viser nogle links til et par, men da addons er en så stor del af hele oplevelsen af WoW, er det næsten umuligt at linke til dem alle:
- The Unofficial World of Warcraft Mods Site Arkiveret 14. september 2015 hos  Wayback Machine
- WoWInterface
- Curse Client Arkiveret 17. juli 2009 hos  Wayback Machine
- Wowace Arkiveret 28. februar 2009 hos  Wayback Machine

På det seneste har en programmør lavet et program kaldet WoWAceUpdater som viser en nem og overskuelig addonliste af Wowace.com's filliste.
Addons strider i sig selv ikke imod Blizzards politik/regler, med mindre det automatiserer ens gameplay f.x. bots.

## Udvidelsespakker

### The Burning Crusade
Den 28. oktober 2005 afslørede Blizzard, at den første udvidelsespakke til spillet ville blive World of Warcraft: The Burning Crusade. Denne vil øge den hidtidige maksimallevel på 60 til 70 og vil desuden inkludere en ny profession (jewelcrafting, juveler), muligheden for at placere juveler i bestemte genstande for at forbedre disse (denne mulighed stammer fra Diablo 2), og to nye spilbare racer. Disse nye racer er for Horden Blood elves (Blodelvere), der holder til i hovedstaden Silvermoon City, og for alliancen de såkaldte Draenei, der holder til i hovedstaden Exodar. Udvidelsen omfatter også Outland som et nyt spilbart område, såvel som flyvende "mounts", der kan anvendes i Outland for spillere af høj level (level 70 eller hvis man er druid kan man få flying form også når man kommer i level 70). Nogle af udvidelsens nyskabelser vil være tilgængelige for alle spillere, mens de mest betydningsfulde udvidelser, såsom besøg i Outland samt de to nye racer, vil være forbeholdt de brugere, der køber og installerer Burning Crusade-udvidelsen.
Den 21. juli afslørede Blizzard, at de nye racer vil kunne anvende klasser, der hidtil kun har været tilgængelige for racer i den konkurrerende fraktion, og at blodelverne som den eneste race i spillet ikke vil kunne benytte krigerklassen. Disse ændringer har medført blandede reaktioner. Det blev senere ændret i udvidelsen Cataclysm.
Udvidelsespakken blev udgivet 17. januar 2007.

### Wrath of the Lich King
World of Warcraft: Wrath of the Lich King, kendt som WLK, WotLK, WOLK eller Wrath, er den anden World of Warcraft-udvidelsespakke, som officielt blev annonceret den 13. november.
Blizzard har hævet det maksimale level til 80 (dvs. 10 levels højere, ligesom det skete i Burning Crusade). I denne udvidelse udkom det nye kontinent kaldet Northrend, og oven i det tilføjede de en så kaldt "Hero Class"(helteklasse) nemlig Death Knights (som er den eneste der kun kan starte i level 55). Der kom også en ny profession kaldt Inscription, som mest er brugt til at lave Glyphs
Udvidelsespakken blev udgivet 13. november 2008.

### Cataclysm
World of Warcraft: Cataclysm blev annonceret d. 21 August 2009 på BlizzCon 2009, og er den 3. udvidelsespakke i World of Warcraft. Denne inkluderer nye race-klasse blandinger (som f.eks. Human Hunter) og to nye racer: Goblins som Hordens og Worgen (varulve) med Alliancen. I denne udvidelse kom der nye områder at udforske, som der gjorde i de forrige udvidelsespakker. Det ene er ligger tæt ved et vortex Maelstrom, der er placeret i midten af Azeroth, mellem Kalimdor og Eastern Kingdoms. Andre nye områder er; "The Lost Isle" hvor goblinernes hovedstad Kezan befinder sig, og Deepholm.
Ovenikøbet vil Blizzard nu, efter mange spilleres opfordringer, opfriske den gamle verden (Eastern Kingdoms og Kalimdor), hvor de blandt andet vil tilføje steder og indføre flyvende mounts. Dette betyder også, at mange steder i spillet, som før ikke kunne nås, nu bliver renoveret, så stederne vil have nyt indhold.
Der bliver også indført en ny profession i Cataclysm, kaldet Archaeology (Arkæologi). Dette vil blive en secondary profession, så man kan beholde sine nuværende 2 primary professions. Archaeology går ud på at udforske forskellige steder, og finde artefakter.
Opsummering:
- Archaeology (Arkæologi) Kom i World Of Warcraft Cataclysm
- Man kan nu flyve i Azeroth med sit Flying mount (Flyvende ganger)
- Goblin (Goblin – Horde)
- Worgen (Varulv – Alliance)
- Nye Dungeons og Raids (Kamp baner) mod monstre.
- Nye monstre.
- Azeroth bliver fuldstændig ændret.
- Nu kan man gå til level 85 (hvor før 80 var det højeste)
- Hundrede af nye quests (opgaver) der skal løses
- Nye Battlegrounds (PvP baner) Spil mod andre spillere
- Nye klasse/race kombinationer:

Human Hunter, Orc Mage, Night Elf Mage, Blood Elf Warrior, Dwarf Shaman, Dwarf Mage, Undead Hunter, Tauren Paladin, Tauren Priest, Gnome Priest, Troll Druid

### Mists of Pandaria
World of Warcraft: Mists of Pandaria blev annonceret 21. oktober 2011 på BlizzCon 2011 af Chris Metzen og er den 4. udvidelsespakke i World of Warcraft. Udgivelsesdatoen er sat til 25. september 2012. Udvidelsen vil bl.a. indebære at det maksimale level i World of Warcraft bliver forøget fra førhen at være level 85 til nu at være level 90. Derudover vil udvidelsen introducerer os for en helt ny klasse Monk (Munk) samt en helt ny spilbar race Pandaren (panda-lignende humanoid) der modsat tidligere racer både kan være Horde eller Alliance (hvilket er op til spilleren selv). I den nye udvidelse vil vi bl.a. blive introduceret for et nyt kontinent ved navn Pandaria der ligger syd for Kalimdor og Eastern Kingdoms. Flere zoner på kontinentet er offentliggjort heriblandt Jade Forest, Valley of the Four Winds, Vale of Eternal Blossoms, Townlong Steppes, Kun-Lai Summit, Krasarang Wilds og Dread Wastes. Desuden har den nye race Pandaren startzone på Wandering Isle der er en ø der ligger ovenpå en kæmpeskildpadde der hedder Shen-zin Su.
Af andre nye features som udvidelsen tilbyder kan bl.a. nævnes Pet Battle System, et nyt "tier talent system", Challenge Modes i dungeons, PVE scenarios samt nye dungeons og raids mm. Desuden vil udvidelsen også byde på nye Battlegrounds (PvP baner).
Opsummering:
- Ny klasse: Monk (Munk)
- Ny spilbar race: Pandaren (Horde/Alliance)
- Nu kan man gå til level 90 (hvor før 85 var det højeste)
- Nyt kontinent ved navn Pandaria
- Hundredvis af nye quests (opgaver) der skal løses
- Pet Battle System
- Nyt Talent-System
- Challenge Modes i dungeons
- PvE scenarios
- Nye Battlegrounds (PvP baner).

### Warlords of Draenor
World of Warcraft: Warlords of Draenor er den femte udvidelsespakke fra Blizzard Entertainment til spillet World of Warcraft. Spillet blev annonceret den 8. november 2013, ved BlizzCon 2013, og planlagt til udgivelse i efteråret 2014.
Opsummering:
- Nu kan man gå til level 100 (hvor før 90 var det højeste)
- Nyt kontinent ved navn Draenor
- Hundredvis af nye quests (opgaver) der skal løses

### Legion
World of Warcraft: Legion er den sjette udvidelsespakke fra Blizzard Entertainment til spillet World of Warcraft. Spillet blev annonceret den 6. august 2015, ved Gamescom 2015 i Tyskland.
Opsummering:
- Ny klasse: Demon Hunter, forbeholdt elvere
- Ny højeste level sat til 110
- Nyt kontinent på Azeroth kaldet Broken Isles
- En ny type våben Artifact Weapons
- Alleria og Turalyon gør deres debut

### Battle for Azeroth
World of Warcraft: Battle for Azeroth er den syvende udvidelsespakke fra Blizzard Entertainment til spillet World of Warcraft. Spillet blev annonceret den 3. november 2017, ved BlizzCon 2017.
Opsummering:
- Ny højeste level sat til 120
- Nye zoner Kul Tiras, Nazjatar og Zandalar

### Shadowlands
World of Warcraft: Shadowlands er den ottende udvidelsespakke fra Blizzard Entertainment til spillet World of Warcraft. Spillet blev annonceret i 1. november 2019, ved BlizzCon 2019 og vil medføre det første "level squish" i spillets historie, med karakterer på niveau 120 (maxniveau i Battle for Azeroth) reduceret til niveau 50, og det nye maxniveau er sat til 60. En udgivelse er planlagt til den 24. november 2020.
Opsummering:
- Nye zoner Bastion, Ardenweald, Maldraxxus, Revendreth, Oribos og The Maw

## Private servere
Private servere er en metode hvorved man kan køre sit eget World of Warcraft realm. Det er generelt ulovligt at køre en offentlig private server[kilde mangler], men der er dog mange der gør det, og de største private servers har da også mange tusind spillere.
Private servers køres ved hjælp af en såkaldt emulator, som er selve serveren. Der findes mange forskellige af disse, hvoraf Ascent-familien og MaNGOS er dem der har været mest populære gennem tiden. De er begge afledte af WoWEmu. Der findes mange andre emulatorer, som næsten alle er baseret på Ascents eller MaNGOS' kildekode.
Ved at tage et kig på nogle artikler på det officielle World of Warcraft forum, fremgår det tydeligt at de fleste spillere på 'retail' (hvilket referrerer til Blizzards realms) foretrækker de 'rigtige' World of Warcraft realms frem for private servers. Det er da også tydeligt, at mange spillere på private servers spiller der, fordi det er gratis.
De emulatorer der bruges til at køre private servers, udvikles som regel ved at 'sniffe' datapakker fra Blizzards realms. Dette kan gøres på flere måder; ved at logge ind via en proxy som samler logs af dataene sendt mellem klienten og serveren (oftest bruges programmet Sniffitzt), eller ved at analysere WDB-filer, som er de cache-filer der indeholder data om creatures, gameobjects, items og andet (her bruges oftest DataTrap).
Begrebet funserver bliver også brugt omkring private servere i World of Warcraft miljøet. [kilde mangler]